# 阿拉斯加州州際公路列表
阿拉斯加州州際公路由美國阿拉斯加州擁有並養護的州際公路。養護機關為阿拉斯加州運輸與公共設施部。阿拉斯加州州際公路由四條公路組成，長度共1741.66公里（1082.22英里）。其中最長的是A-1州際公路，長656.98公里（408.23英里）；最短的是A-3州際公路長238.38公里（148.12英里）。阿拉斯加所有的州際公路皆未掛牌，且鮮有人稱乎其編號。
阿拉斯加的州際公路命名規則為「 A-n州際公路」，n代表州際公路的編號。此規則與夏威夷及波多黎各的規則相近。 州際公路系統於1976年拓展至阿拉斯加，在聯邦資助公路的行動中，於美國法典第二十三篇第一章第一百零三節(c)(1)(B)(ii)中，訂定阿拉斯加與波多黎各的州際公路系統。
阿拉斯加州際公路大多路段並不符合州際公路標準，而是二線道同車道的鄉間小路。美國法典第二十三篇規定：「屬於阿拉斯加、波多黎各的州際公路須以符合現今、未來及地方公路交通需求的幾何結構進行設計。」 不過部分公路路段符合標準。西華德公路是A-3州際公路的一部份，其於安克拉治境內的路段符合高速公路的標準；格倫公路是 A-1州際公路的一部份，其安克拉治與瓦西拉間路段符合高速公路標準； 喬治帕克斯公路（屬於A-4）在瓦西拉有一小段符合高速公路標準； A-2州際公路的一部份──理查德森公路在費爾班克斯附近符合高速公路標準。除了這些公路之外，費爾班克斯的約翰森快速道路與安克拉治的明尼蘇達快速道路，皆符合高速公路標準。

## 外部連結
- Photos of Alaska Interstate Highway ends （页面存档备份，存于）
- Alaska Interstates （页面存档备份，存于） at AARoads' Interstate Guide